# Chang’e 5

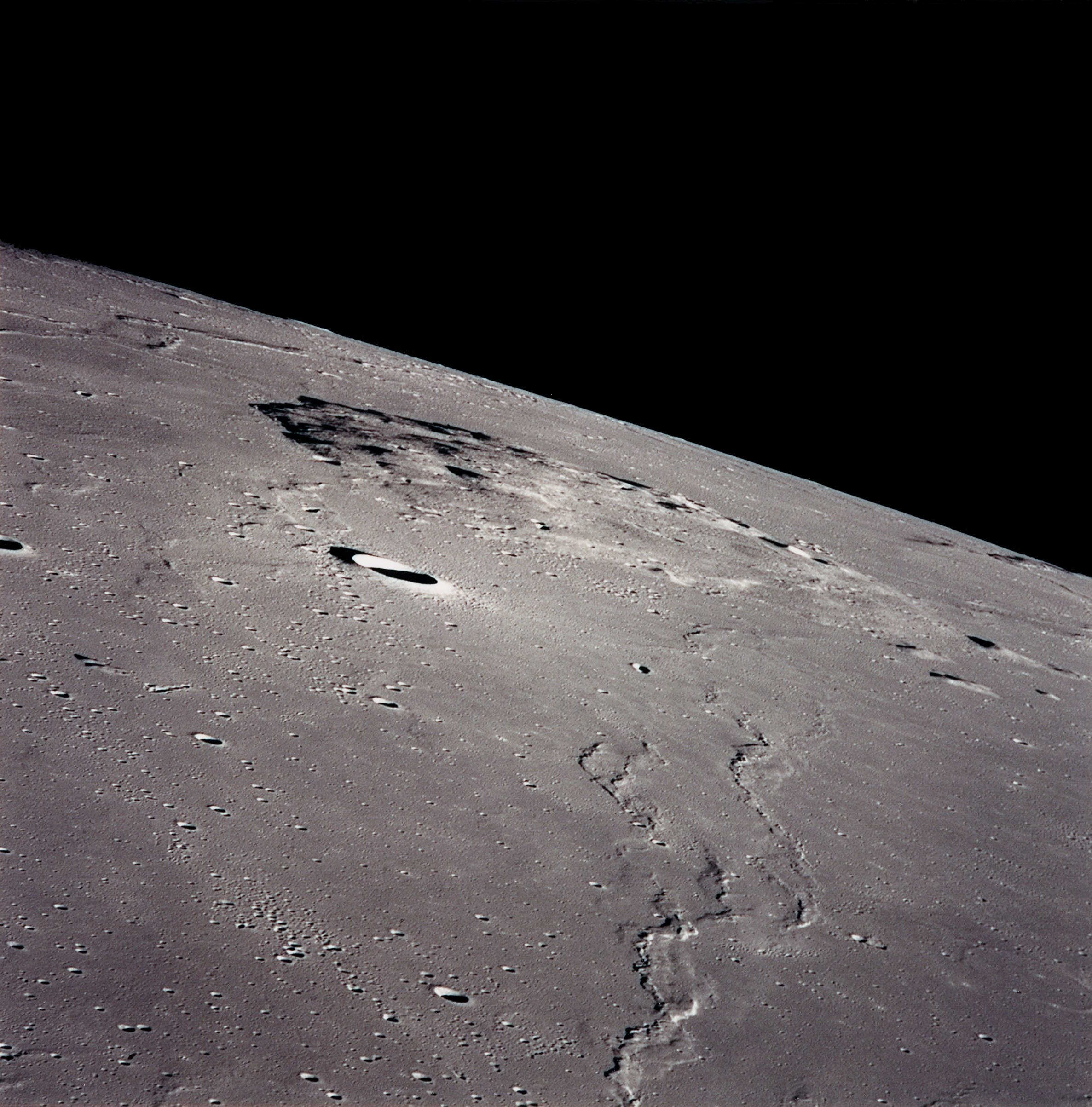
Mons Rümker, miejsce lądowania Chang’e 5 na Księżycu, widziany ze statku Apollo 15

Chang’e 5 (chiń. 嫦娥五号; pinyin Cháng'é wǔhào) – chińska sonda kosmiczna przeznaczona do pobrania 2 kg gruntu księżycowego i dostarczenia go na Ziemię. Była to pierwsza taka misja od czasu lotu radzieckiej sondy Łuna 24 w 1976 roku.

## Misja
Sonda została wyniesiona z Centrum Startowego Wenchang za pomocą rakiety Długi Marsz 5. Lądownik wylądował na powierzchni Księżyca 1 grudnia 2020. Miejscem lądowania były okolice szczytu masywu wulkanicznego Mons Rümker na Oceanus Procellarum, gdzie wulkanizm występował znacznie później niż w miejscach zbadanych przez wcześniejsze misje, nawet 1,2 miliarda lat temu.
Lądownik był wyposażony w wiertło, pozwalające na pobranie próbek skał spod powierzchni Księżyca i ramię do zbierania próbek regolitu z powierzchni. 2 grudnia 2020 lądownik pobrał próbki skał, najpierw ok. 500 g z odwiertu o głębokości 2 metrów, a następnie 1,5 kg z powierzchni i szczelnie zamknął w specjalnym pojemniku, aby zabezpieczyć przed zanieczyszczeniem w trakcie powrotu. Moduł wznoszący wystartował z powierzchni następnego dnia.
W przeciwieństwie do misji realizowanych w latach 70. XX wieku przez Związek Radziecki, 5 grudnia moduł wznoszący lądownika połączył się na orbicie wokółksiężycowej z modułem serwisowym sondy, po czym próbki materii księżycowej zostały przemieszczone do kapsuły powrotnej.
16 grudnia 2020 około godziny 17:40 CET kapsuła powrotna wylądowała na Ziemi w Mongolii Wewnętrznej (północne Chiny).
W misji zostały wykorzystane wyniki prób prowadzonych za pomocą wystrzelonej w 2014 sondy Chang’e 5-T1, której zadaniem było przeprowadzenie testu prototypowej kapsuły powrotnej, a także wykonanie manewrów na orbicie wokółksiężycowej przez moduł serwisowy.